# Religioni in Giordania

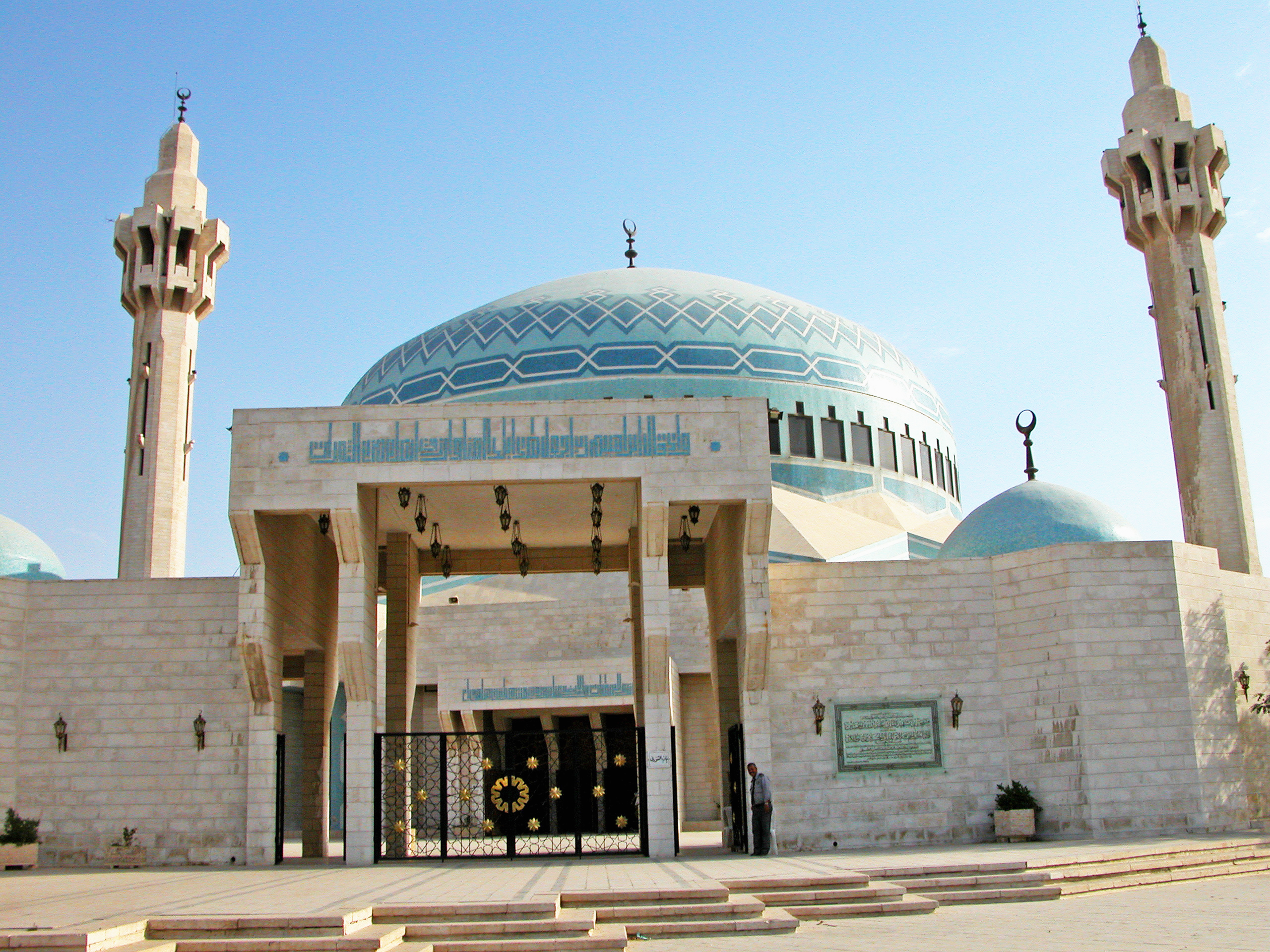
La grande moschea di Amman.

Tutte le religioni in Giordania sono tutelate dalla Costituzione purché non violino la moralità e l'ordine pubblico. Il Paese è a maggioranza musulmana, con il 94% della popolazione che segue il sunnismo mentre una piccola minoranza è seguace dell'Islam sciita e meno di 800 sono i bahá'í. Ci sono anche all'incirca da 20.000 a 32.000 drusi che vivono soprattutto nel nord del paese. Lo stato ospita anche una minoranza di cristiani, che arrivano a costituire il 6% della popolazione, seguaci prevalentemente della Chiesa greco-ortodossa o del cattolicesimo.
I cristiani hanno costituito il 30% almeno della popolazione giordana negli anni '50 del XX secolo; tuttavia, gli alti tassi di immigrazione musulmana all'interno della nazione ha fatto sì di far diminuire in modo significativo la percentuale cristiana della popolazione del paese.
Non vi sono restrizioni legali nei confronti degli ebrei, ma nel 2006 ci sono state segnalazioni di cittadini ebrei, bahá'í ed altre minoranze religiose che praticavano liberamente il proprio credo in Giordania, seppur con restrizioni specifiche.

## Distribuzione
Le percentuali variano leggermente tra le diverse città e regioni, ad esempio il sud della Giordania e città come Zarqa hanno la più alta percentuale di musulmani, mentre Amman, Irbid, Madaba, Al-Salt e Karak hanno comunità cristiane più grandi rispetto alla media nazionale; infine le città di Fuheis, Al Husn e Ajlun hanno addirittura una maggioranza cristiana o comunque una percentuale molto maggiore rispetto alla media nazionale. Diversi villaggi sono mescolati tra popolazioni cristiane e musulmane, come Kufranja e Raimoun nel nord..
Gli Anglicani/Episcopali in Giordania sono sotto la supervisione del vescovo anglicano di Gerusalemme. La Chiesa del Redentore (Amman) è la più grande congregazione ecclesiale di appartenenza in tutta la diocesi episcopale di Gerusalemme e del Medio Oriente. Altre chiese episcopali ci sono ad Ashrafiyya, Al-Salt, Zarqa, e nei campi profughi di Marka, Irbid, Al Husn ed Aqaba.

## Vita sociale
Nella generalità dei casi i musulmani e cristiani vivono insieme senza grossi problemi per quanto riguarda le differenze reciproche; tuttavia, le più piccole minoranze, composte da membri dello sciismo, dai bahá'í e da gruppi di drusi, sperimentano il massimo grado di discriminazione religiosa da parte del governo. Alcuni esempi sono i casi di rifiuto da parte del governo giordano di riconoscere i membri della Fede bahá'í e della Chiesa anglicana.

## Libertà religiosa
La religione di stato è l'Islam, ma la Costituzione prevede la libertà di praticare la propria religione in accordo con i costumi che si osservano nel Regno, a meno che non violino l'ordine pubblico o il buon costume.
La famiglia reale di Giordania, gli hashemiti, aderisce al ramo sunnita dell'Islam.